# جون إف. بالمر
جون إف. بالمر (بالإنجليزية: John F. Palmer)‏ هو كاتب أغاني وملحن أمريكي، (و. 1870  م).